# Mirror (Lied)
Mirror (englisch für „Spiegel“) ist ein Lied des US-amerikanischen Rappers Lil Wayne, das er mit dem R&B-Sänger Bruno Mars aufnahm. Geschrieben wurde das Lied von Lil Wayne, Bruno Mars und Philip Lawrence, der mit Mars Teil des Songwriter-Trios The Smeezingtons ist, sowie von Ramon Owen alias REO, der auch der Produzent war. Mirror ist als Bonustrack auf dem Album Tha Carter IV zu finden.

## Hintergrund
Das Magazin Rap-Up beschreibt wie Lil Wayne für das Lied inspiriert wurde: „Weezy bekommt persönliche Probleme, er rappt über seinen Vater („Lookin’ at me now I can see my past. Damn, I look just like my fuckin’ dad“)“, während er sich von Michael Jackson inspirieren lassen ließ. „And no message could have been any clearer, so I’m starting with the man in the mirror,“ sagte er. „Michael Jackson hat mich dies gelehrt.“

## Musikvideo
Das Musikvideo zu Mirror wurde im November 2011 von Antoine Fuqua gedreht. Ein Teaser wurde am 27. Januar 2012 auf Youtube von Vevo veröffentlicht. Veröffentlicht wurde das Video offiziell am 31. Januar 2012 auf Youtube.

## Kommerzieller Erfolg

### Chartplatzierungen
Mirror erreichte in den Billboard Hot 100 Platz 16. In Großbritannien stieg es bis auf Platz 17. In zahlreichen weiteren Ländern erreichte die Single die Top 20. So kam die Single in Belgien (Flandern) auf Platz 11 und in Dänemark auf Platz 12. In Frankreich (Platz 22), Australien (Platz 26) und Schweden (Platz 36) gab es mittlere Platzierungen in den Top 50. In den deutschsprachigen Ländern war das Lied mit Platz 15 in der Schweiz am erfolgreichsten. In Österreich kam es nicht über Platz 32 hinaus und in Deutschland konnte es sich gar nicht platzieren.
| ChartsChartplatzierungen       | Höchstplatzierung | Wochen |
| ------------------------------ | ----------------- | ------ |
| Österreich (Ö3)                | 32 (5 Wo.)        | 5      |
| Schweiz (IFPI)                 | 15 (13 Wo.)       | 13     |
| Vereinigte Staaten (Billboard) | 16 (17 Wo.)       | 17     |
| Vereinigtes Königreich (OCC)   | 17 (12 Wo.)       | 12     |

### Auszeichnungen für Musikverkäufe
| Land/Region                  | Auszeichnungen für Musikverkäufe (Land/Region, Auszeichnung, Verkäufe) | Verkäufe  |
| ---------------------------- | ---------------------------------------------------------------------- | --------- |
| Australien (ARIA)            | 2× Platin                                                              | 140.000   |
| Brasilien (PMB)              | 2× Platin                                                              | 120.000   |
| Dänemark (IFPI)              | Gold                                                                   | 15.000    |
| Deutschland (BVMI)           | Gold                                                                   | 150.000   |
| Vereinigte Staaten (RIAA)    | 4× Platin                                                              | 4.000.000 |
| Vereinigtes Königreich (BPI) | Platin                                                                 | 600.000   |
| Insgesamt                    | 2× Gold · 9× Platin ·                                                  | 5.025.000 |

Hauptartikel: Lil Wayne/Auszeichnungen für Musikverkäufe